# Делимична конкуренција
У економији, делимична конкуренција је врста тржишне структуре која показује неке, али не све карактеристике конкурентног тржишта.
У врсте делимично конкурентних тржишта спадају:
- Монополистичка конкуренција: Ситуација у којој се многе компаније са међусобно сличним производима такмиче. Трошкови производње су виши него што би се могли остварити у стању савршене конкуренције, али друштво има користи од диференцијације производа.
- Монопол: Компанија без конкуренције у индустрији. Монополистичка компанија производи мање аутпута, уз више трошкове, и продаје мање аутпута по вишој цени него кад би била ограничена конкуренцијом. Ови негативни исходи обично захтевају државну регулативу.
- Олигопол: Индустрија са само неколико компанија. Ако се оне удруже, формирају картел са циљем смањења аутпута и повећања профита на начин на који то ради монопол.
  - Дуопол: Посебна врста олигопола, са само две фирме у индустрији.
- Монопсон: Тржиште са једним купцем и много продаваца.
- Олигопсон: Тржиште са неколико купаца и много продаваца.

## Остале референце
- Massimiliano Vatiero (2009), "An Institutionalist Explanation of Market Dominances". World Competition. Law and Economics Review, 32(2):221-6.